# Josef Novak (Mediziner)
Josef Novak auch in der Schreibweise Joseph Novak (* 28. Februar 1879 in Hostomitz, Königreich Böhmen, Österreich-Ungarn; † 29. Dezember 1983 in Greenwich, Connecticut, USA) war ein österreichisch-amerikanischer Gynäkologe.

## Leben
Der der jüdischen Glaubensgemeinschaft angehörende, gebürtige Mittelböhme Josef Novak, wandte sich nach der Matura in Prag 1897 dem Studium der Medizin an der dortigen Karl-Ferdinands-Universität zu, am 8. Juni 1903 erfolgte seine Promotion zum Dr. med. Josef Novak trat in der Folge dort eine Assistentenstelle an der Propädeutischen Klinik an, anschließend wechselte er als Sekundararzt ans Rudolfinerhaus nach Wien.
Nach einer Tätigkeit als Internarzt an der II. Universitäts-Frauenklinik in Wien, übernahm Josef Novak eine Stelle als Assistenzarzt an der gynäkologischen Abteilung des Kaiser-Franz-Joseph-Ambulatorium und Jubiläumsspitals, im Frühjahr 1916 habilitierte er sich als Privatdozent für das Fach Gynäkologie an der Universität Wien, 1924 wurde er zum titularen außerordentlichen Professor befördert. Darüber hinaus hielt Novak Mitgliedschaften in der Gesellschaft der Ärzte in Wien, in der Österreichischen Gesellschaft für Gynäkologie und Geburtshilfe sowie in der Deutschen Gesellschaft für Gynäkologie und Geburtshilfe inne.
Josef Novak, der im Wintersemester 1937/38 die Vorlesung Geburtshilfliche Operationen am Phantom und geburtshilfliches Seminar sowie im Sommersemester 1938 jene Geburtshilflicher Operationskurs am Phantom hielt, wurde nach dem Anschluss aus rassistischen Gründen verfolgt. Nachdem ihm die Venia Legendi aberkannt worden war, flüchtete er nach Prag, später nach Weybridge in Großbritannien, von dort aus übersiedelte er nach New York City. Der verheiratete Vater einer Tochter lebte zuletzt in Greenwich im Bundesstaat Connecticut.
Josef Novaks Forschungsgebiete umspannten den Stoffwechsel, die funktionellen Erkrankungen sowie die Innere Sekretion.

## Schriften
- Über die Bedeutung des weiblichen Genitale für den Gesamtorganismus. In: Lothar Frankl-Hochwart, Albert Blau: Die Erkrankungen des weiblichen Genitales in Beziehung zur inneren Medizin, Band 1, Wien [u. a.], Hölder, 1912
- Über die wechselseitigen Beziehungen zwischen Konstitutionsanomalien und Veränderungen des weiblichen Genitale. In: Gynaekologische Rundschau Zentralorgan für Geburtshilfe und Frauenkrankheiten,  Urban & Schwarzenberg, Wien, 1912, S. 674. ff.
- Pathologie und Therapie der Tuberkulose des weiblichen Genitalapparates. In: Ernst Loewenstein: Handbuch der Gesamten Tuberkulose-Therapie, Band II, Urban & Schwarzenberg, Berlin, Wien, 1923
- Die Pathologie und Therapie der weiblichen Sterilität, J. Springer, Wien, 1924
- Pathologie und Therapie des Fluor genitalis, J. Springer, Wien, 1925
- Beziehungen zwischen Ohrenkrankheiten und weiblichem Genitale, Nase und Genitale, Pharynx und Genitale, Larynx und Genitale, weiblichem Genitale und Muskulatur, Knochensystem und weiblichem Genitale, des weiblichen Genitale zum Verdauungstrakt, Augenkrankheiten und Genitale, Haut und weiblichem Genitale. In: Josef Halban, Ludwig Seitz: Biologie und Pathologie des Weibes : ein Handbuch der Frauenheilkunde und Geburtshilfe, Band 7, Urban & Schwarzenberg, Berlin [u. a.], 1927, S. 827. ff.
- Die Menstruation und ihre Störungen, J. Springer, Wien, Berlin, 1928
- Über die Beziehungen von Infektionskrankheiten zu normalen und krankhaften Veränderungen des weiblichen Genitale, zwischen Nervensystem und Genitale. In: Josef Halban, Ludwig Seitz: Biologie und Pathologie des Weibes : ein Handbuch der Frauenheilkunde und Geburtshilfe, Band 8, Urban & Schwarzenberg, Berlin [u. a.], 1928, S. 1063. ff.